# Schweizerische Landesausstellung 1883

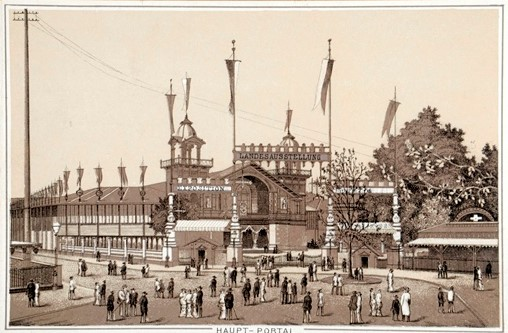
Hauptportal gegenüber vom Bahnhof an der Stelle, wo heute das Landesmuseum steht

Die Schweizerische Landesausstellung 1883, die erste Landesausstellung, wurde am 1. Mai in Zürich eröffnet und dauerte bis zum 3. Oktober. Anlass der Ausstellung war die Eröffnung der Gotthardbahn, die 1882 stattfand. Ursprünglich sollte die Ausstellung im selben Jahr stattfinden, wurde aber um ein Jahr verschoben. Ziel der Ausstellung war, die wirtschaftliche Leistungsfähigkeit des Landes zu demonstrieren, die Exportindustrie zu präsentieren und den Fortschrittsglauben zur Festigung des nationalen Zusammenhalts zu verbreiten. Weiter wurde die allgemeine Schulpflicht beworben und die erste Landeskarte präsentiert.

## Geschichte

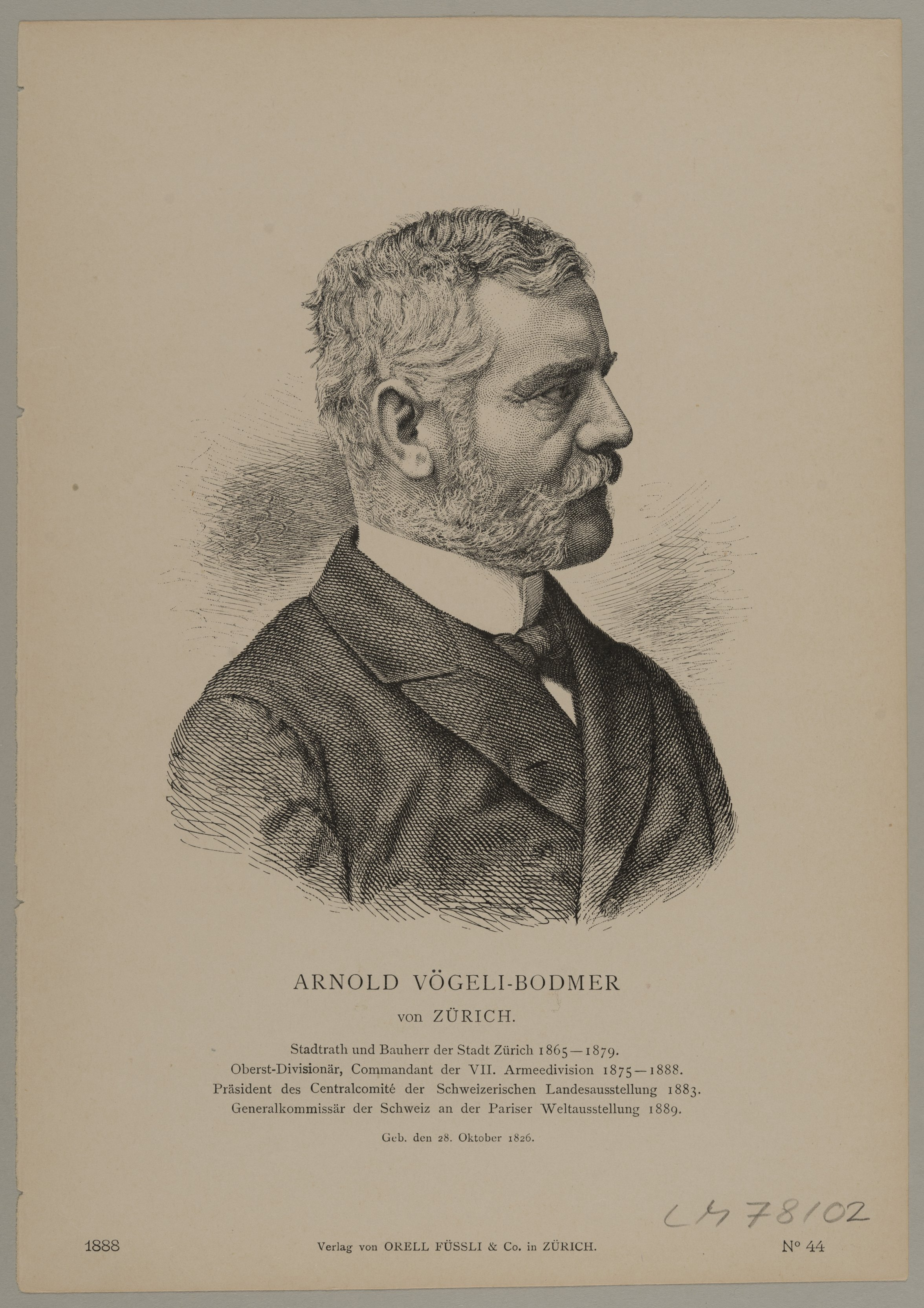
Arnold Vögeli-Bodmer, Präsident der Schweizerischen Landesausstellung 1883

Die Ausstellung war eine Fortsetzung der Schweizer Industrieausstellung und der Ausstellung für Landwirtschaft und Künste, beide 1857 in Bern abgehalten. Weiter war sie inspiriert von der 1851 in London durchgeführten Great Exhibition. Die Initiative zur Durchführung der Ausstellung kam vom Gewerbeverein Zürich und der Kaufmännischen Gesellschaft Zürich, heute die Zürcher Handelskammer. Die 1880 gegründete Ausstellungskommission warb auf kantonaler und auf Bundesebene für die Durchführung der Ausstellung. Im März entstand die Schweizerische Ausstellungskommission unter Leitung von Bundesrat Numa Droz aus dem Kanton Neuenburg, der bereits mit 31 Jahren in den Bundesrat gewählt worden war. Das Zentralkomitee unter der Leitung von Oberst Adolf Vögeli-Bodmer war für die praktische Durchführung der Ausstellung verantwortlich. Die Landesausstellung sollte ursprünglich 1882 stattfinden, wurde aber um ein Jahr verschoben. Die Industrie wollte die Ausstellung noch weiter verschieben, da das Gesetz des Patentschutzes noch nicht in Kraft war.
Am 1. Mai 1883 fand die Eröffnungsfeier in der alten Tonhalle statt. Es wurde die Ouvertüre zum Sommernachtstraum von Mendelssohn und eine von Friedrich Hegar mit Text von Gottfried Keller geschriebene  Kantate vorgetragen. Danach folgte ein Festumzug vom Tonhallenplatz (heute Sechseläutenplatz) über das Limmatquai, die Münsterbrücke, den Münsterhof, den Paradeplatz und die Bahnhofstrasse zur Industrieausstellung. Die Gäste aus Bern und der Westschweiz wurden mit einem Extrazug nach Zürich gebracht. Die Kleiderordnung verlangte schwarze Kleidung.
Während der Ausstellung gab es täglich Musikdarbietungen und Konzerte. Es spielten neben dem Zürcher Tonhallenorchester auch das Orchester der Mailänder Scala sowie Militärmusikkapellen aus Deutschland und der Uhrmacherstadt La Chaux-de-Fonds. Weiter fanden Ruderregatten mit internationaler Beteiligung statt.
Rund 1'758'000 Personen besuchten die Veranstaltung, an der 6000 Aussteller teilnahmen. Dies entsprach einem Bevölkerungsanteil von 61 Prozent, wobei die Besucher mehrheitlich Männer waren. Der Gewinn betrug 23'000 Franken und kam dem Landwirtschaftsdepartement zugute. Der Eintritt kostete ein Franken, was ungefähr dem Preis von gut zwei Kilo Brot entsprach. Für weitere 75 Cents konnte der offizielle Führer erstanden werden.

## Ausstellungsgelände
Die Ausstellung benutzte zwei Gelände in Zürich. Das grössere Areal befand sich beim heutigen Hauptbahnhof. Wo später das Landesmuseum errichtet wurde, stand die Industriehalle. Der Platzspitz war ein Freigelände. Über die Sihl führten drei Fussgängerbrücken, die zu einem Gelände zwischen Limmatstrasse und dem Fluss führten. Im vorderen Teil bis auf die Höhe der Hafnerstrasse stand die Maschinenhalle, im hinteren Teil bis zur Klingenstrasse die Halle der Landwirtschaft.
Auf dem Nebenausstellungsgelände am heutigen Sechseläutenplatz befand sich die Kunsthalle, eine Festhalle und die (alte) Tonhalle mit Palmengarten.

## Gebäude
Maschinenhalle
Das Hauptgebäude der Ausstellung war die Maschinenhalle. Der Bau mit zwei aufeinander senkrecht stehenden Flügeln hatte einen Grundriss von 12'670 m². Die Giesserei Von Roll gestaltete das eiserne Portal des Holzbaus. Der Antrieb der Maschinen erfolgte über zwei Dampfmaschinen: Eine der Verbunddampfmaschinen stammte von Sulzer, die andere von der Schweizerischen Lokomotiv- und Maschinenfabrik (SLM). Letztere verfügte über die von Charles Brown entwickelte Ventilsteuerung, die mit Hilfe eines Fliehkraftreglers eine sehr genaue Drehzahlregelung erlaubte. Die Transmissionen waren unter dem Boden verlegt, sodass ein freier Durchblick durch die Hallen gewährt war.
In der Ausstellung waren Wasserturbinen, Wassersäulenmaschinen und Kolbenpumpen zu sehen. Burckhardt aus Basel stellte Kompressoren und Vakuumpumpen aus. Die Werkzeug- und Maschinenfabrik Oerlikon stellte eine Hobelmaschine, eine Automatendrehbank zur Herstellung von Schrauben und eine Schleifmaschine für Bohrer vor. Weiter war sowohl bei der Maschinenfabrik wie beim Stand der Vereinigten Schweizerbahnen (VSB) ein schreibender Geschwindigkeitsmesser nach System Klose für Lokomotiven zu sehen.
Bei Rieter waren eine Selfaktor-Spinnmaschine, eine Stickmaschine und eine Wasserbremse zur Drehzahlregelung von Fabrikantrieben zu sehen. Caspar Honegger, der Gründer der Maschinenfabrik Rüti, zeigte seinen gegenüber englischen Fabrikaten wesentlich verbesserten Honegger-Webstuhl, der den Durchbruch  der Schweizer Textil- und Textilmaschinen-Industrie ermöglichte. Weiter waren Maschinen der Schaffhauser Strickmaschinenfabrik und Stickmaschinen von Martini aus Frauenfeld ausgestellt.
Escher Wyss und die Bell zeigten Maschinen zur Papierherstellung, Martini Frauenfeld Falzmaschinen. Das Schweizerische Fabriksinspectorat zeigte einfache Einrichtungen des Arbeitsschutzes.
Besondere Highlights waren die Bohrlafetten für den Tunnelbau von Sulzer und der Ateliers B.Roy & Cie. aus Vevey, der späteren ACMV. Ebenso wurden Geräte der noch sehr jungen Elektrotechnik und Kältemaschinen präsentiert.
Industriehalle
In der Industriehalle lag der Schwerpunkt bei den Produkten der Textilindustrie. Eine besondere Attraktion waren seidenartig glänzende Baumwollstoffe aus Winterthur und dem Glarnerland. Weiter waren gefärbte Textilien und bedruckte Baumwollstoffe zu sehen. Der maschinell hergestellte mehrfarbige Kattundruck war absichtlich leicht verschoben ausgeführt, um Handdruck vorzutäuschen, wie er von Kunden aus dem Orient gewünscht wurde. Ein grosser Bereich wurde von der St. Galler Stickerei eingenommen, die damals ein wichtiger Exportzweige der Schweizer Wirtschaft war.
Im Bereich der wissenschaftlichen Instrumente zeigte der Schaffhausers Alfred J. Amsler mechanische Integratoren, wie sie damals zum Bestimmen von Flächeninhalten und Flächenmomenten benötigt wurden, und eine Garnwaage. Weiter waren Nivelliergeräte von Coradi aus Zürich und Kern Aarau zu sehen. Hipp stellte ein Chronoskop und einen Chronographen – Stoppuhren für wissenschaftliche Zwecke – vor.
Die Schmuck- und Uhrenindustrie war untervertreten. Wegen des felden Patentschutzes hatte sie am meisten Angst, ihre Ware auszustellen. In Nebenräumen der Industriehalle wurde die Dufourkarte der Landestopografie und das Schulwesen vorgestellt.

## Erhaltenes
Von der Ausstellung ist Folgendes erhalten geblieben:
Musikpavillon auf dem Platzspitz
Der Musikpavillon stand während der Landesausstellung im Zentrum der Platzspitz-Anlage in der Achse des Haupteingangs der Industriehalle. Bei der Umgestaltung des Parks im Zusammenhang mit dem Landesmuseum wurde der Pavillon beinahe abgebrochen, dann aber 1896 an den heutigen Standort⊙ versetzt.
Die auf den Bildern der Landesausstellung sichtbare grosse Kuppel wurde 1955 entfernt. Der Pavillon besteht aus einer Eisenkonstruktion mit einem hölzernen kupferverkleideten Dach. 2019 beschloss die Stadt, den Pavillon für 1,14 Mio. Franke zu sanieren.
Mattensteg

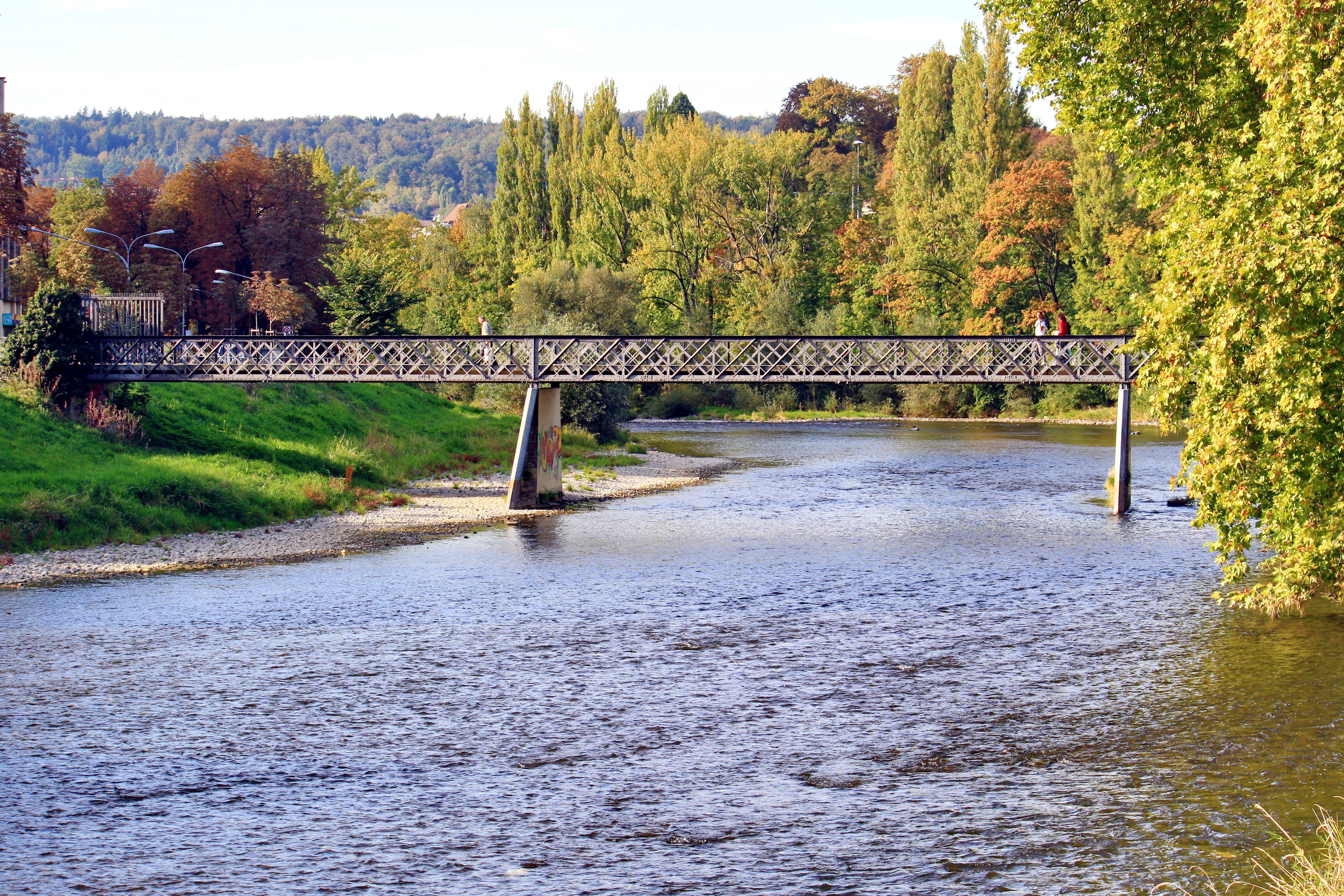
Mattensteg im Oktober 2009

Der Mattensteg⊙ führt von der Spitze des Platzspitz-Parks zum Sihlquai. Die Fachwerkbrücke wurde 1877 im Hinblick auf die Landesausstellung gebaut und ist als einzige der drei während der Landesausstellung genutzten Brücken über die Sihl erhalten.
Ausstellungsstrasse
Die Ausstellungsstrasse führt mitten durchs ehemalige Ausstellungsgelände. Sie entstand erst nach der Landesausstellung, ist aber nach dieser benannt.